# Аналогов компютър
Аналоговият компютър е вид компютър, който използва аналогов сигнал - променливите стойности на физични величини (например електрически, механични или хидравлични величини) - за моделиране на изследвания процес. За разлика от него, цифровият компютър представя различните величини символично с цифрови сигнали - дискретни стойности на времето и амплитудата на сигнала.
Аналоговите компютри могат да имат много различна степен на сложност. Най-простите представлява сметачни линии и номограми, докато военноморските компютри за управление на огъня и големите хибридни цифрово-аналогови компютри са сред най-сложните. Системите за автоматизация на производството и релейната защита използват аналогови изчисления за осъществяване на контролни и защитни функции.
Аналоговите компютри се използват широко в научни и промишлени приложения дори и след появата на цифровите компютри, защото по това време те обикновено са много по-бързи, но започват да излизат от употреба още през 1950-те и 1960-те години. Все пак, някои от тях остават в експлоатация в някои определени приложения, като например в Авиационен тренажор|авиационни тренажори, самолетни компютри и за обучение на системи за управление в университетите. Някои от най-сложните приложения използват аналогови компютри до 1980-те години, тъй като дигиталните компютри все още нямат необходимата мощност за тях.
Астрономите от векове използват механични аналогови устройства за предсказване на положението на звездите, затъмненията и фазите на луната. За най-стария открит такъв механизъм обикновено се счита механизмът от Антикитира, разработен в средата на 2 век пр.н.е.

## Принцип на действие
По време на работа, аналоговият компютър симулира процес на изчисление, докато характеристиките, представляващи цифрови данни, постоянно се променят с течение на времето. Резултатът от работата на аналоговия компютър е или във вида на графики, изобразени на хартия или на екрана на осцилоскоп, или във вида на електрически сигнал, който се използва за контрол на процеса или работата на механизма.
Тези компютри са идеално приспособени за осъществяване на автоматичен контрол над производствени процеси, тъй като моментално реагират на различни изменения във входните данни. Въпреки това, общата скорост на работата им е ниска, защото изчисленията им разчитат предимно на преходните процеси в реактивните компоненти, а също така са ограничени от честотната лента и натоварването на операционните усилватели. Такъв вид компютри в миналото широко се използват за научни изследвания. Например в такива експерименти, при които евтините електрически или механични устройства са способни да симулират изследваните ситуации.
В редица случаи с помощта на аналогови компютри е възможно да се решават задачи с по-малка загриженост за точността на изчисленията, отколкото при писане на програма за цифрови компютри. Например, за електронните аналогови компютри задачите, изискващи решаване на диференциални уравнения (или интегриране), се реализират без проблеми. За тези операции се използват специализирани схеми и възли, обикновено използващи операционни усилватели. Интеграцията е лесна за изпълнение и на хидравлични аналогови машини.

## Основни елементи
Всички функционални блокове на аналоговите изчислителни машини могат да се разделят на групи:
- Линейни – изпълняват математически операции, като например интегриране, събиране, смяна на знака, умножение по константа.
- Нелинейни (функционални преобразуватели) – съответстват на нелинейната зависимост на дадена функция от няколко променливи.
- Логически – устройства с непрекъсната, дискретна логика, релейни превключващи схеми.

Универсалните аналогови изчислителни машини по принцип съдържат:
- захранване
- контролно измервателна апаратура
- устройство за управление
- поле за набор
- блокове за сумиране (суматор)
- блокове за интегриране (интегратор)
- блокове за диференциране (диференциатор)
- множително-делително устройство
- нелинейни блокове (функционален преобразувател)

Освен това, могат да се използват:
- функционален потенциометър
- блок с променливи коефициенти
- индукционен изчислител
- тахогенератор
- мащабно звено